# Magma

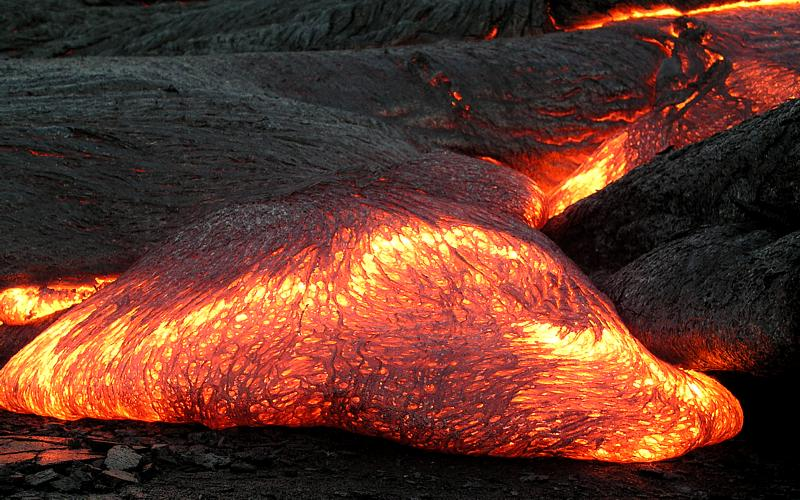
Felszíni lávafolyás

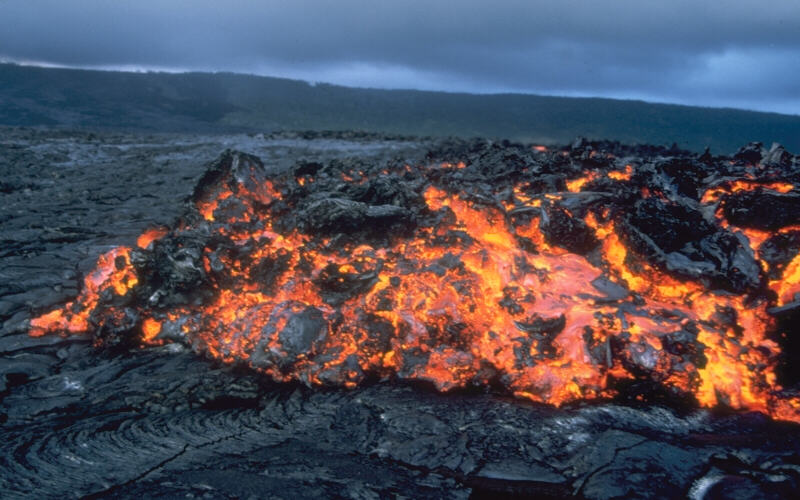
Felszíni lávafolyás

A magma felszín alatti, olvadt kőzetanyag. Földtani megközelítés szerint többkomponensű, nyílt rendszerű szilikátos kőzetolvadék, változatos (és változó) kristály- és könnyenilló-tartalommal, változó hőmérséklettel, sűrűséggel, folyási jellemzőkkel és viszkozitással. Az elnevezés a görög magma (μάγμα = gyurma, dagasztott pép) szóból ered.
Származhat közvetlenül a köpeny és/vagy a földkéreg részleges olvadásából (ilyenkor anyamagmáról beszélünk), vagy ezen olvadékok differenciálódásából és/vagy keveredéséből (leánymagma, utódmagma, maradékmagma a neve).
A magma megszilárdulása során keletkezett kőzeteket magmás kőzeteknek vagy magmatitoknak is nevezik. A felszínre kerülő magma (mely közben elveszíti könnyenilló-tartalmát) neve láva, a felszínen (vagy víz alatt) megszilárduló magmás kőzetek a kiömlési-, vagy más néven a lávakőzetek. A föld alatt megszilárduló magmás kőzetek a mélységi magmás kőzetek.
A magma tevékenységeinek összessége a magmatizmus.

## A magma jellemzői
A magma az átlag 36 km vastagságú kéreg és a köpeny határán alakul ki. Mélység szerint megkülönböztetjük a nagymélységi magmát (5 km alatt), a kismélységi magmát (vagy szubvulkáni, 0–5 km), illetve a vulkanikus magmát (kiömlési, felszínre jutó).
Mivel a magma nem egynemű anyag, azaz többféle komponens alkotja (a beolvadt köpeny vagy kéreg összetételétől függően) olvadási sajátosságai (pl. hőmérséklet) nagyon változóak. Az olvadékban a kristályok nem szilárd (esetleg részlegesen szilárd) állapotban vannak jelen és csak a felszín közelébe érve szilárdulnak meg szilikátásványokat képezve. Az izzó, felfelé törekvő magma nyílt rendszert alkot, környezetével állandó kölcsönhatásban differenciálódhat.
A magma összetételében találunk ún. fenokristályokat is, melyek már magasabb hőmérsékleten kikristályosodnak (pl. az olivin és piroxének). A szilíciumban-gazdag magmákban nagyobb a kristálytartalom, mivel ezek kristályosodási hőmérséklete alacsonyabb. A kristályosodást a vízgőz jelenléte is befolyásolhatja: a víznyomás növekedésével az olvadék alacsonyabb hőmérsékleten szilárdul meg, azaz tovább marad folyékony.
A magmák illóanyag-tartalma elsődlegesen a köpeny- és a földkéreg megolvadt anyagából származik. A magmában uralkodó nagy nyomásviszonyok miatt túlnyomórészt oldott állapotban vannak és a felszínhez közelítve, a nyomás csökkenésével szabadulnak fel (ami a vulkáni kitörések robbanásos jellegét befolyásolja). A magmában a leggyakoribb illóanyagok a vízgőz és a kén-dioxid, de előfordulnak a klór és a fluor vegyületei is.
Illóanyag-tartalom alapján
ortomagmának nevezik az 1%-nál kevesebb illóanyagot tartalmazó „száraz” magmát. Ez magas hőfokon (700-1300 °C között felszíni nyomáson) képződik. A „száraz” magma az óceánközépi hátságok magmatizmusára jellemző.
A magmába a mellékkőzetekből (például a szubdukciós övben a köpenybe betolódó litoszféra lemez kőzeteiből) illó léphet be. Ezt a folyamatot Szádeczky-Kardoss Elemér pozitív transzvaporizációnak nevezte. Az illókat a mellékkőzetek hő- és nyomás hatására történő metamorfizálódása után az amfibol és a csillám ásványok hordozzák. Ezekből a nagy hőfokon felszabaduló OH- ionok fluid állapotú H2O-vá és szabad, ionos állapotú O-- ionná alakulnak (megnő a magmaolvadék parciális oxigén nyomása - oxigén fugacitása).
A szilikát olvadék a karbonátos mellékkőzetekkel történő érintkezése során CO2-t is felvesz. A CaCO3 900 °C-on disszociál (felszíni nyomáson), a CaMgO3 azonban már 780 °C-on is, amely hőmérsékletet a Na ionok jelenléte tovább csökkenti. Ezért a disszociáció már mintegy 300 °C körül megindulhat.
A csillámokban, amfibolokban lévő F- és Cl- ionok tovább növelik a magma illó tartalmát.
Az 1-4% közötti illó anyag tartalmú magmát hemi-orto magmának nevezzük.
A 4%-nál több illót tartalmazó magma neve a hipomagma.
Az illók aránya csak kivételes esetben éri el a 10%-ot.
A magmát alkotó szilikát olvadék csak bizonyos szintig képes illóanyagokat fölvenni. Ez a telítettségi szint függ az olvadék kémiai összetételétől, hőmérsékletétől és nyomásától is.
Az illók mennyisége csökken a hőmérséklet növekedésével (mert az illók oldódása exoterm folyamat), és általában nő a nyomás növekedésével. Az illótartalom növekedése az olvadáspont csökkenésével jár, mivel a hosszú szilikát láncok és térrácsok az illók jelenlétében könnyebben töredeznek. Raoult II. törvénye írja le az illótartalomnak az olvadáspontra gyakorolt hatását.
{\displaystyle dTolv=xkRTsz/Qsz}
ahol
dTolv az olvadáspont változása
R az univerzális gázállandó
Tsz az olvadáspont hőmérséklete
Qsz az olvadáshő.
Az illóknak az olvadási tartományra (a szilikát kőzeteknek nincs éles olvadás pontjuk, hanem az eutektikumok kivételével egy hőmérséklet tartományban olvadnak meg) gyakorolt hőmérséklet-csökkentő hatását a kőzetek kemizmusa is befolyásolja: Az SiO2-ben
gazdagabb kőzetek olvadáspontját erőteljesebben csökkentik az illók (több SiO4 tetraéderből álló szerkezeti egységek képesek széttördelni kisebb darabokra az illókban lévő anionok), mint az SiO2-ben telítetlenebbekét.

### Hőmérséklet
A litoszféra és az asztenoszféra határán képződő magma hőmérsékletét nem ismerjük, csak a felszíni kőzetek olvasztási kísérleteiből és a lávaömlések hőmérsékletéből következtethetünk rá. A magmák hőmérséklete nagyon változó, annak függvényében, hogy mennyi hő szükséges egy adott kőzettömeg megolvadásához. Alapvetően három tényező határozza meg:
1. Vegyi összetétel – a hőmérsékletet elsősorban a szilícium-tartalom befolyásolja: minél kisebb annál magasabb hőmérsékletre van szükség a kőzet megolvadásához. Például a bazaltos kőzetek akár 4500 °C-kal kisebb hőmérsékleten megolvadnak, mint a szilíciumban gazdag riolitok.
2. Nyomás – a nyomás csökkenésével alacsonyabbá válik a beolvadási hőmérséklet.
3. Illóanyag-tartalom – a víznyomás növekedésével az olvadék alacsonyabb hőmérsékleten szilárdul meg.

A felszínre törő magmák hőmérséklete a következőképpen alakul:
- bazalt – 1000-1250 °C
- andezit – 950-1200 °C
- dácit – 800-1000 °C
- riolit – 700-900 °C

### Sűrűség
A felszín felé törekvő magma folyamatosan veszít térfogatából, ami annak tudható be, hogy eltávoznak belőle a gázok. A térfogatcsökkenés azonban sűrűségnövekedéssel jár. A hőmérséklet és a sűrűség között fordított arányosság áll fenn. A bazaltos magmák sűrűsége 2600–2800 kg/m³, míg a riolitos magmáké mintegy 2000 kg/m³.

### Viszkozitás
A magmák viszkozitása nehezen határozható meg a vegyes (gáz, folyékony, szilárd) halmazállapota miatt. Ezenfelül a felszínre törekvés során, a hőmérséklet és nyomáscsökkenés következtében a viszkozitás változik. A hőmérsékleten és nyomáson kívül kémiai összetételük befolyásolja leginkább a magma viszkozitását.
A magasabb szilícium-tartalommal rendelkező magmák viszkózusabbak, és az Al2O3 tartalom - noha az SiO2 tartalomnál kisebb mértékben, de - szintén növeli a viszkozitást.
Általában csökkenti a magma viszkozitását a Fe2+, Ca2+, Mg2+,Na+,K+ ion-tartalom növekedése, de a Mg2++ tartalom növekedése fordított hatású is lehet: okozhatja a viszkozitás növekedését is.Az ultrabázisos kőzetekben (pl. a dunitben), melyekben az olivin fő elegyrész, a forsterit (MgSiO4) magas hőmérsékleten kezd kristályosodni, és az olvadékban megjelenő kristályok növelik a magma viszkozitását.
A magma képződése során keletkező szilikát olvadékban SiO44- ionok, illetve ezek ionláncai, -csoportjai keletkeznek és töredeznek szét. Az ásványok megolvadása során először a kationok lépnek ki az ásványok kristályrácsából, a szilikát váz csak ezután bomlik szét ionokra. Mivel az SiO44- ionban a belső kötések erősen kovalens jellegűek, ezért ezek az ionok nem esnek szét elemeikre. A nagy méretű, polimernek is tekinthető n[Si2O6], n[Si4O11], n[SiO4] stb. ion láncokról, hálókról a hőmérséklet növekedésével vagy a nyomás csökkenésével csak fokozatosan szakadnak le az SiO44- ionok. Az így egyre kisebbé váló szilikát polimer láncok méretcsökkenése okozza valójában az olvadék viszkozitásának csökkenését a hőmérséklet növekedésével, illetve a nyomás csökkenésével. A fentiek tükrében érthető, hogy az SiO2-tartalom a szilikát polimerek méretét növelő szerepén keresztül növeli a magma viszkozitását. Hasonló az Al viszkozitás növelő szerepe is, minthogy a Si atomot helyettesítheti a szilikátok SiO4 tetraédereiben.
Ha az olvadék képződésében részt vevő kőzetek jelentős mennyiségű fémoxidot is tartalmaznak, ezek elbomlásakor oxigén szabadul föl. Az atomos állapotú oxigén megbontja a szilikát polimereket, ezzel csökkenti az olvadék viszkozitását. Hasonló a hatása a képződő magma viszkozitására a kőzetekben kristályvízként jelenlévő H2O-nak, valamint a F-, Cl- - tartalmú ásványoknak (csillámok), melyekből az olvadék képződése során felszabaduló anionok elősegítik a szilikátpolimerek méretcsökkenését.

### Szilárdság
A magma szilárdsága a deformációjának mikéntjét jelenti. Beolvadáskor a szilárdság gyorsan csökken, felszínre töréskor pedig folyamatosan nő, emelkedik a kristálytartalma.

### Folyása
A magma (illetve a felszínen a láva) a viszonylag nagy viszkozitás és kis sebesség miatt általában laminárisan folynak. Ez a jelenség megőrződik a riolitos lávák rétegzett szerkezetében, melyeket folyási sávnak neveznek.

## A magma differenciációja
A magma differenciációja (magmatikus differenciáció) azon kőzettani-geokémiai folyamatok összességét jelenti, amelyek elváltozásokat okoznak az elsődleges, anyamagmához képest. A magma keletkezhet olvadt köpenyanyagból, vagy visszaolvadt felszín alá kerülő kőzetekből (palingenézis).
A magma differenciációját befolyásoló tényezők:
1. Likvidmagmás szétkülönülés – ez jelenti azt a folyamatot, amely során a hőmérsékletcsökkenés miatt a folyadék két vagy több eltérő összetételű részre különül el. Ilyen folyamat lehetett a földmag és a földköpeny kezdeti szétválása is. A kísérleti adatok szerint a folyamat 1100 °C-on megy végbe. A szétkülönülés többféle lehet: szilikát-szulfid, szilikát-szilikátés szilikát-karbonát.
2. Termogravitációs diffúzió – a magma belső, konvekciós áramlásai által létrehozott hőmérsékleti különbségek, amelyek összetételbeli különbségekhez vezetnek.
3. Frakcionális kristályosodás – mely azt jelenti, hogy a magasabb olvadáspontú ásványok korábban kiválnak. A kristályosodást számos tényező befolyásolhatja: pl. nyomásváltozás, kémiai összetétel.
4. Folyási differenciáció – az a részben az eddigieket is magába foglaló folyamat, amikor a felfelé mozgó magma összetétele megváltozik. A változás a kristályosodásra és a korán képződő kristályok lehagyására (illetve azok lesüllyedésére), a kürtő falán való kristályképződésre, a magmának a környezettel való kölcsönhatására, végül a gázok megszökésére vezethető vissza.
5. A magmakamra alakja és mérete
6. A magmakamra mélysége
7. A magma fizikai állapotának változásai

## A magma típusai
A SiO2 tartalom alapján a következő magma-típusok különböztethetők meg:
- Ultramáfikus (pikrites)

SiO2 < 45%
hőmérséklet: 1500 °C-ig
viszkozitás:nagyon alacsony
kitörési viselkedés: kiömléses vagy nagyon robbanásos
előfordulása: divergens lemezszegélyeken, forrópontoknál, konvergens lemezszegélyeken. A legtöbb ultramáfikus láva az archaikumban került a felszínre. Napjainkból nem ismertek.
- Máfikus vagy bázisos (bazaltos)

SiO2 < 50%
hőmérséklet: 1300 °C-ig
viszkozitás:alacsony
kitörési viselkedés: kiömléses
előfordulása: divergens lemezszegélyeken, forrópontoknál, konvergens lemezszegélyeken.
- Átmeneti neutrális (andezites)

SiO2 ~ 60%
hőmérséklet: 1000 °C-ig
viszkozitás:átmeneti
kitörési viselkedés: robbanásos
előfordulása: konvergens lemezszegélyeken.
- Felszikus savanyú vagy acidikus (riolitos)

SiO2 >70%
hőmérséklet: 900 °C-ig
viszkozitás:magas
kitörési viselkedés: robbanásos
előfordulása: divergens lemezszegélyeken, forrópontoknál, konvergens lemezszegélyeken.

## Magmás kőzetek
A magmás kőzetek a magma felszínalatti megszilárdulása során keletkeznek.